# Хьюга, Джимми
Джеймс Фредерик «Джимми» Хьюга (англ. James Frederic "Jimmie" Heuga, 22 сентября 1943, Саннисайд-Тахо-Сити, Калифорния, США — 8 февраля 2010, Вейл, Колорадо, США) — американский горнолыжник, бронзовый призёр Олимпийских игр в Инсбруке (1964) в слаломе.
Родился в семье эмигранта-баска из Южной Франции. В 1958 году в 15 лет он был приглашен в национальную сборную США, которую тренировал Боб Битти.
На зимних Играх в Инсбруке (1964) занял третье место в соревнованиях в слаломе. Помимо этого занял шестое место в слаломе и четвёртое место в комбинации на чемпионате мира 1966 в чилийском Портиль. На следующей Олимпиаде в Гренобле (1968) стал седьмым в слаломе и десятым в гигантском слаломе.
Окончил Университет штата Колорадо со степенью в области политологии. Работал в лыжном бизнесе, имел собственный магазин недалеко от озера Тахо.